# St. Theresia vom Kinde Jesu (Cremlingen)

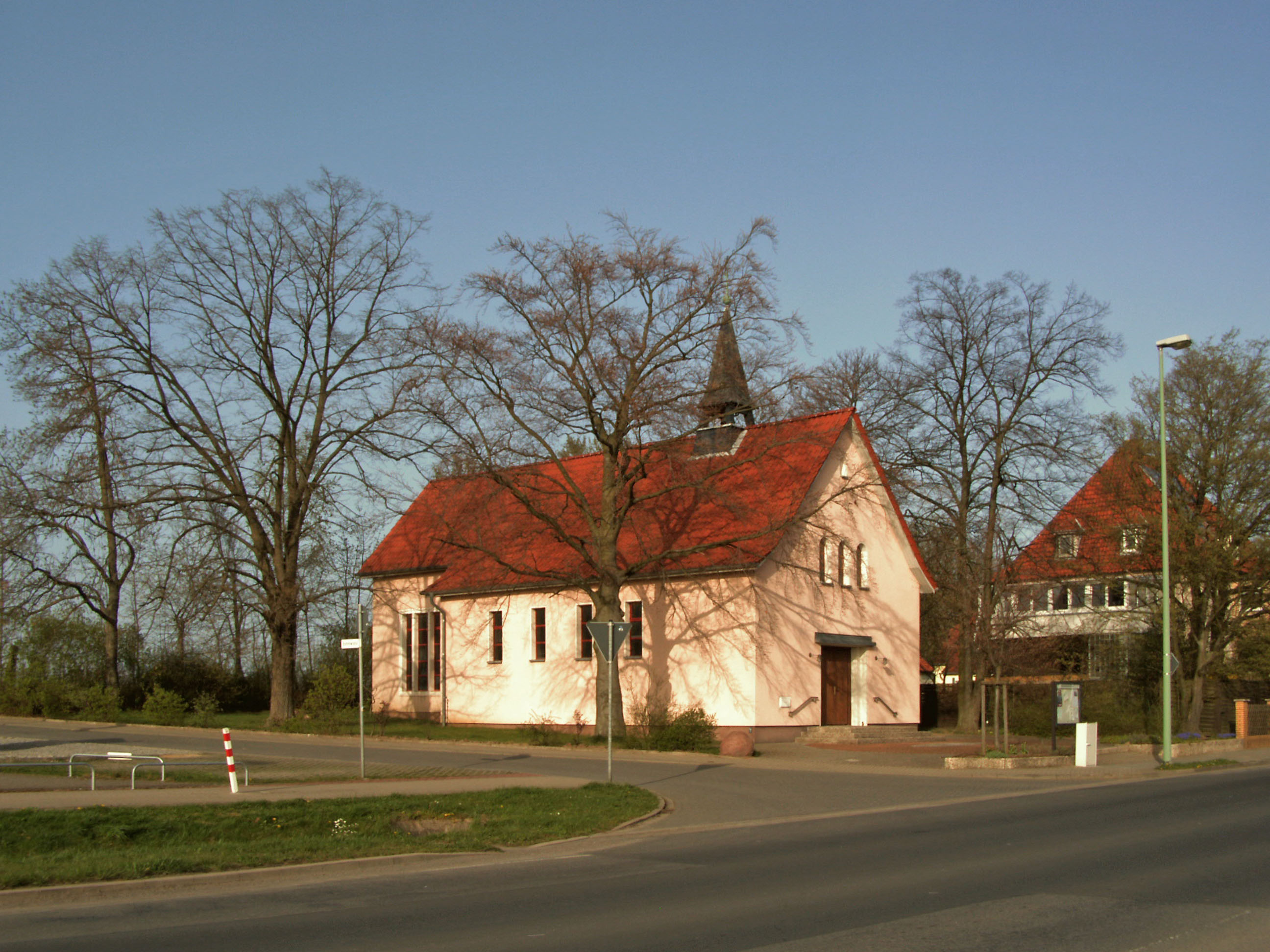
Außenansicht (2011)

Sankt Theresia vom Kinde Jesu war die römisch-katholische Kirche in Cremlingen, einer Gemeinde im Landkreis Wolfenbüttel im Osten von Niedersachsen. Sie gehörte als Filialkirche zur Pfarrgemeinde Hl. Kreuz mit Sitz in Veltheim, im Dekanat Braunschweig des Bistums Hildesheim. Die nach der heiligen Therese von Lisieux benannte Kirche befand sich in der Hauptstraße 2A (Ecke Bohmwiese). Heute ist St. Bonifatius im etwa vier Kilometer entfernten Weddel die nächstgelegene katholische Kirche.

## Geschichte
In Folge des Zweiten Weltkriegs vergrößerte sich die Zahl der Katholiken in dem seit der Reformation evangelischen Gebiet um Braunschweig durch den Zuzug von Flüchtlingen und Heimatvertriebenen aus den Ostgebieten des Deutschen Reiches erheblich. In der Nachkriegszeit bildete sich in Cremlingen eine katholische Kirchengemeinde. 1953 erfolgte die Grundsteinlegung der Kirche, und am 6. Dezember des gleichen Jahres folgte ihre Benediktion. Zu dieser Zeit war Johannes Blaas Seelsorger in Cremlingen, er wechselte 1961 nach Bevensen.
1991 bekam St. Theresia vom Kinde Jesu mit St. Bonifatius eine Tochterkirche im Cremlinger Ortsteil Weddel. Etwa Anfang der 1990er Jahre wurde die Kirche renoviert, dabei wurde unter anderem der Beichtstuhl entfernt und eine neue Heizung eingebaut.
Ab dem 1. November 2006 gehörte die Kirche zur Pfarrgemeinde Heilig Kreuz in Veltheim (Ohe). Die Pfarrgemeinde Hl. Theresia vom Kinde Jesu, der zuletzt etwa 1100 Mitglieder angehörten, wurde in diesem Zusammenhang aufgehoben.
Am 15. Februar 2014 erfolgte die Profanierung der Kirche durch Generalvikar Werner Schreer. Das Kirchengebäude wurde verkauft und soll künftig von einem Bildhauer als Wohn- und Ausstellungsraum genutzt werden. Die Statue der hl. Therese von Lisieux fand einen neuen Platz in der Weddeler St.-Bonifatius-Kirche, Pfarrhaus und Pfarrheim in Cremlingen bleiben für die Pfarrgemeinde erhalten. Die Glocke wurde an die evangelische St.-Lambertus-Kirche in Brück verschenkt, dort nach Michael Stifel benannt und 2015 im Glockenturm der St.-Lambertus-Kirche wieder aufgehängt. Zwischenzeitlich (2013) war auch in Diskussion, die Kirche Hl. Theresia vom Kinde Jesu zur Pfarrkirche zu erheben, und stattdessen die Kirche Heilig Kreuz in Veltheim zu profanieren. Dies wurde jedoch nicht realisiert.

## Architektur und Ausstattung

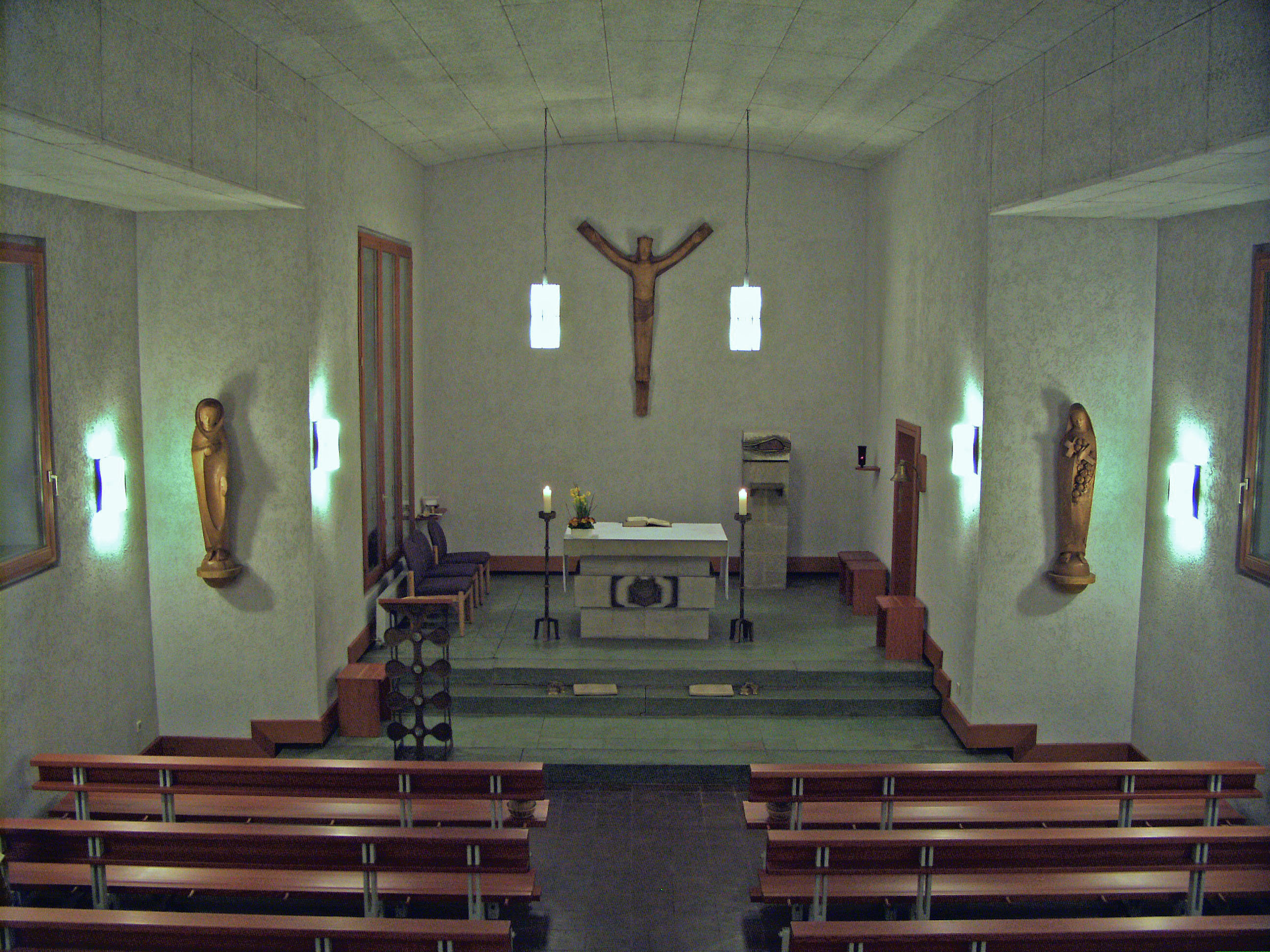
Innenansicht (2014)

Die Kirche wurde nach Plänen des Braunschweiger Architekten Friedrich erbaut, in rund 110 Meter Höhe über dem Meeresspiegel, ausgeführt als Langhausbau mit Dachreiter. Auf der Spitze des Dachreiters befand sich ein Wetterhahn, im Dachreiter hing eine 1953 gegossene Bronzeglocke. Die Kirche verfügte über 84 Sitzplätze, links und rechts vom Altarraum befanden sich Statuen der Heiligen Maria und Therese von Lisieux. Im Altarraum befand sich auf einer Stele der Tabernakel, an der Rückwand des Altarraums hing ein Kruzifix. Eine Darstellung an der Vorderseite des Altars zeigte Jesus mit dem Emmausjüngern. Zur Ausstattung der Kirche gehörten ferner sechs Kreuzwegstationen und eine elektronische Orgel. Die Leuchten der Kirche wurden von der Würzburger Lampenmanufaktur Rothkegel hergestellt. In etwa 150 Meter Entfernung, in der Hauptstraße 14, befindet sich das 1964 erbaute Pfarrhaus, dahinter das Pfarrheim.